# 9609 Ponomarevalya
A 9609 Ponomarevalya (ideiglenes jelöléssel 1992 QL2) a Naprendszer kisbolygóövében található aszteroida. Ljudmila Ivanovna Csernih fedezte fel 1992. augusztus 26-án.